# Quận Macon, Missouri
Quận Macon là một quận thuộc tiểu bang Missouri, Hoa Kỳ. Theo điều tra dân số năm 2000 của Cục điều tra dân số Hoa Kỳ, quận có dân số 15.762 người 2. Quận lỵ đóng ở Macon 6. Quận được lập năm 1837 và được đặt tên theo Nathaniel Macon.

## Địa lý
Theo Cục điều tra dân số Hoa Kỳ, quận có tổng diện tích 2104 km2, trong đó có 23 km2 là diện tích mặt nước.